# Драгомир Окука
Драгомир (Драган) Окука (на сърбохърватски: Dragomir (Dragan) Okuka) е босненско-херцеговински югославски футболист и сръбски югославски треньор по футбол. Според личния му сайт понастоящем е гражданин на Сърбия.
Роден е в селцето Пория (край градеца Калиновик), СР Босна и Херцеговина, Югославия на 2 април 1954 г.

## Кариера
Състезател
Прекарва по-голямата част от състезателната си футболна кариера в Босна и Херцеговина – най-напред във „Вележ“ (Невесине), после в едноименния „Вележ“ (Мостар) и под наем в „Леотар“ (Требине), като записва 450 мача. Играе 9 пъти за младежките национални отбори на Югославия (до 21 и до 23 год.), но не стига до мъжкия тим на страната.
След кариерата си в Югославия играе 7 години в Швеция за отбора на Йоребру СК, а последните си 2 години като играч прекарва в шведския „Мутала“.
Треньор
Като треньор Окука става по-известен, отколкото като футболист. С първия отбор под негово ръководство – „Бечей“ от едноименния град Бечей, Окука достига до няколко последователни 4-ти места в европейския турнир Интертото. После е наставник на „Чукарички“ (Белград). През сезон 1997 – 1998 достига връх в кариерата си – с отбора на „Обилич“ (Белград) печели шампионата на Сърбия. След това Окука води последователно черногорския „Будучност“ (Подгорица), „Войводина“ (Нови Сад) и полския „Легия“ (Варшава).
Наставник е на младежкия национален отбор на Сърбия и Черна гора (до 21 год.) през сезон 2005 – 2006. Окука поема полския „Висла“ (Краков), с който прави дубъл и печели шампионата и купата на Полша.
След това е треньор на кипърския „Омония“ (Никозия), който през септември 2007 г. играе в турнира от Купата на УЕФА, където се изправя срещу българския ЦСКА и е отстранен с общ резултат 2:3. Окука поема „Локомотив“ (София), после води последователно гръцкия „Кавала“ (Кавала), китайските „Цзянсу Сайнти“ и „Чангчун Ятай“.